# هنري لانج
هنري لانج (بالألمانية: Henry Lange)‏ (و. 1821 – 1893 م) هو رسام الخرائط، وكاتب ألماني، ولد في شتتين، توفي في برلين، عن عمر يناهز 72 عاماً.

## جوائز
حصل على جوائز منها:
- Order of the Red Eagle 4th Class  [لغات أخرى]‏.